# 大城県
大城県（だいじょう-けん）は中華人民共和国河北省廊坊市に位置する県。

## 歴史
前漢により設置された東平舒県を前身とする。南北朝時代には北魏により平舒県と、五代十国時代には959年（顕徳6年）、後周により大城県と改称された。
1958年に廃止となり任丘県及び静海県に編入されたが、1962年に再設置され現在に至る。

## 行政区画
- 鎮:平舒鎮、旺村鎮、大尚屯鎮、南趙扶鎮、留各荘鎮、権村鎮、里坦鎮、広安鎮、北魏鎮、臧屯鎮

## 出身者
- 張紹曽 - 清末民初の軍人・政治家。中国同盟会に属す。北京政府で国務総理となった。